# Природний підхід
Природний підхід — метод викладання мови, розроблений Стівеном Крашеном та Трейсі Террелл наприкінці 1970-х — на початку 1980-х. Він спрямований на природне засвоєння мови в класі, і з цією метою наголошує на спілкуванні та надає менше значення свідомому вивченню граматики та явному виправленню помилок учнів. Також докладаються зусилля, щоб зробити навчальне середовище якомога вільним від напруження. За природним підходом, вивчення мови не є примусовим.
Природний підхід став тісно пов'язаний із моделлю монітора Крашена, і його часто розглядають як додаток до теорії викладання мови. Незважаючи на таке сприйняття, існують деякі відмінності, зокрема думка Трейсі Террелл про те, що певний ступінь свідомого вивчення граматики може бути корисним. Програма зосереджена на діяльності, яку Трейсі Террелл розглядає як сприяння підсвідомому засвоєнню мови. Вона поділяє ці види діяльності на чотири основні напрямки:
- змістовні заходи, як-от вивчення нового предмета цільовою мовою
- діяльність, яка зосереджена на персоналізації мови, наприклад, обмін студентами улюбленою музикою
- ігри
- усунення проблем існуючих проблем мови

## Передумови
Спочатку природний підхід був створений у 1977 році Трейсі Террелл, вчителькою іспанської мови з Каліфорнії, яка бажала розробити стиль викладання на основі результатів природних досліджень засвоєння другої мови. Після оригінального формулювання Террелл працювала з Крашеном для подальшого розвитку теоретичних аспектів методу. Результати співпраці Террелл і Крашена опублікувано в книзі «Природний підхід» 1983 року.
Природний підхід разюче відрізнявся від загальноприйнятого в США в 1970-х — на початку 1980-х — аудіолінгвістичного методу. Хоча аудіолінгвістичний метод цінував «обточування» та виправлення помилок, ці речі майже повністю зникли з природного підходу. Самі Террелл і Крашен характеризували природний підхід як «традиційний» метод і протиставляли його підходам, заснованим на граматиці, які вони характеризували як нові винаходи, які «ввели в оману» вчителів.
Природний підхід поділяє багато рис із прямим методом (сам також відомим як «природний метод»), який був сформульований приблизно в 1900 р. і також був реакцією на метод граматичного перекладу. І природний підхід, і прямий метод засновані на ідеї забезпечення природничого засвоєння мови в мовному класі; вони відрізняються тим, що природний підхід робить менше наголосу на практиці, а більше на впливі на засвоєнні мови та на зменшенні тривожності учнів.

## Основи
Метою природного підходу є розвиток комунікативних навичок і він призначений насамперед для використання у початківців учнів. Він представлений як набір принципів, які можуть застосовуватися до широкого кола учнів та ситуацій викладання, а конкретні цілі залежать від конкретного контексту, у якому він використовується. Террелл окреслює три основні принципи підходу:
- Основна увага приділяється спілкуванню, а не його формі[9]
- Розмови відбуваються повільно і ніколи не примусово
- Мовлення на ранніх стадіях проходить природні етапи (відповідь так чи ні, відповіді одним словом, списки слів, короткі фрази, повні речення)

Ці принципи призводять до того, що в класі вчитель робить акцент на цікавому, зрозумілому матеріалі та ситуаціях з низьким рівнем тривожності. Уроки за природним підходом зосереджені на розумінні повідомлень іноземною мовою, і майже не надають значення виправленню помилок, відпрацюванню або свідомому вивченню граматичних правил. Вони також наголошують на вивченні широкої словникової бази, а не на вивченні нових граматичних структур. Крім того, вчителі, які використовують природний підхід, прагнуть створювати в класі такі ситуації, які є внутрішньо мотивуючими для студентів.